# Girolamo Conestaggio
Girolamo Conestaggio, né vers 1530 à Gênes et mort vers 1617, est un marchand, historien et noble génois.

## Œuvres
- Dell’unione del regno di Portogallo alla corona di Castiglia, Gênes, 1885, in-4°, souvent réimprimé ; traduit en français, par Thomas Nardin, Besançon, 1596, in-8° ; en anglais, par Edward Blount, Londres, 1600, in-fol. ; en latin, Francfort, 1602, in-8° ; en espagnol, par L. de Bania, Barcelone, 1610, in-4°. La multiplicité des éditions prouve le cas qu’on faisait de cet ouvrage ; mais les Espagnols refusèrent d’en reconnaître Conestaggio pour l’auteur, et l’attribuèrent à Juan de Silva, comte de Portalegre.
- Historie delle guerre della Germania inferiore, Venise, 1614, in-4° ; Hollande, 1634, in-8°. Cette histoire des guerres des Pays-Bas, dans le XVIe siècle, est très-intéressante ; Bentivoglio et Strada en ont tiré bien des anecdotes, bien des particularités curieuses, sans en faire honneur à l’auteur. Adrian Stopner a publié des Avvertimenti sur cette histoire, 1619, in-8° ; et Juan Pablo Mártir Rizo l’a critiquée dans son Historia de las guerras de Flandes contra la de Geronimo de Franqui Conestaggio, Valence, 1627, in-8°. On lui doit encore une relation de l’expédition d'Alger, et diverses poésies italiennes.

## Liste des œuvres

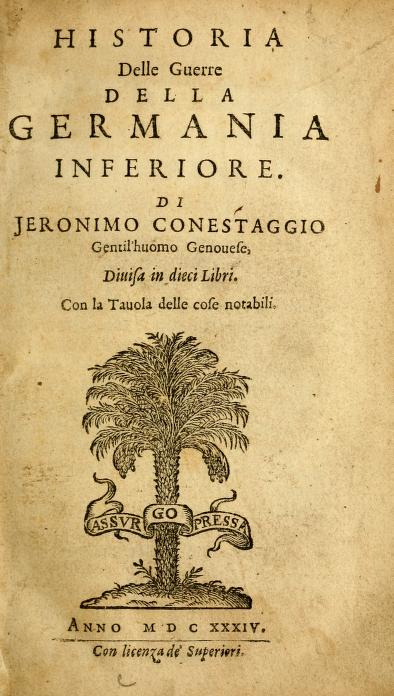
Frontespizio dell'Historia delle guerre della Germania Inferiore (1614)

- Dell'vnione del regno di Portogallo. Alla corona di Castiglia : Istoria del sig. Ieronimo de Franchi Conestaggio gentilhuomo genouese, Gênes, Girolamo Bartoli, 1585 (lire en ligne) ;
- A Nicolò Petrococcino proueditor di casa d'India. Ieronimo Conestaggio. Relatione dell'apparecchio per sorprendere Algieri, Gênes, Giuseppe Pauoni, 1601 ;
- Historia delle guerre della Germania inferiore, istoria di Ieronimo Conestaggio... Parte prima. Diuisa in dieci libri, Venise, Antonio Pinelli, 1614 (dans Google libri: Leyden: Elziver, 1634).

## Sources
- « Conestaggio (Jérôme Franchi de) », dans Louis-Gabriel Michaud, Biographie universelle ancienne et moderne : histoire par ordre alphabétique de la vie publique et privée de tous les hommes avec la collaboration de plus de 300 savants et littérateurs français ou étrangers, 2e édition, 1843-1865 [détail de l’édition]